# Essert, Territoire de Belfort
Essert är en kommun i departementet Territoire de Belfort i regionen Bourgogne-Franche-Comté i östra Frankrike. Kommunen ligger i kantonen Valdoie som tillhör arrondissementet Belfort. År 2022 hade Essert 3 382 invånare.

## Befolkningsutveckling
Antalet invånare i kommunen Essert
| Referens: INSEE |